# بروتوكول مكتب البريد
 بروتوكول مكتب البريد (بالإنجليزية:  Post Office Protocol POP)‏ هو نظام بريد يعمل في طبقة البرامج، ويهدف إلى جلب رسائل البريد الإلكتروني لعميل ما من الخادم POP.
يعمل ميثاق مكتب البريد (POP) على اتصال TCP، ويتطلب من المستخدم اسم وكلمة المرور لكي يتمكن من تحميل بريده الإلكتروني من الخادم إلى جهازه. وعلى عكس نظام الوصول لرسائل الإنترنت (IMAP)، وهو اختصار الإنجليزية (Internet Message Access Protocol)، لا يمكن في هذا النظام الاطلاع على ترويسة الرسالة (التي تحتوي معلومات الإرسال مثل: اسم بريد المرسل، الموضوع، تاريخ الإرسال، إلخ) من دون تحميل الرسالة كلها.
نظام مكتب البريد، الإصدار الثالث.

## POP3
بروتوكول مكتب البريد ( POP3 ) : وهو مخصص لارسال الرسائل ، حيث يقدم طريقة سهلة وبسيطة للوصول الى البريد ، بحيث يسمح هدا البروتوكول للمستخدم بتنزيل حميع الرسائل الى جهازه، ومن ثم قراءتها، مع امكانية حدفها نهائيا من الجهاز الخادم(Server) .